# إريك ماجي
إريك ماجي (بالإنجليزية: Eric Magee)‏ هو لاعب كرة قدم بريطاني في مركز الهجوم، ولد في 24 أغسطس 1947 في لورغان ‏ في المملكة المتحدة. لعب مع أولدهام أثلتيك وبورت فايل ونادي لينفيلد.